# ISO 9362
ISO 9362（又稱為SWIFT-BIC、BIC代碼、SWIFT ID或SWIFT代碼），定義了由國際標準組織所認可的商業識別碼（BIC, Business Identifier Codes）標準格式。是環球銀行金融電信協會（Society for Worldwide Interbank Financial Telecommunication）的縮寫。金融業間的匯兌，特別是跨國的匯兌都以此做為識別。

## 格式
現行最新版為2009年10月1日發行的ISO 9362:2009。SWIFT代碼有8個或11個字元，定義如下：
- 4英文字：機構或銀行代碼
- 2英文字：ISO 3166-1國家代碼（此外，SWIFT把代碼XK分配給科索沃）
- 2英文字或數字：地區碼
- 3英文字或數字：分支機構、分行代碼（選擇性使用，XXX代表銀行總部）

如果SWIFT代碼只有8位，可以假設它代表銀行總部。
若匯款必須輸入11位，可在8位代碼後加上XXX。

## 示例
以設於德國法蘭克福的德意志銀行總行為例：
- SWIFT代碼為「DEUTDEFF」

- 「DEUT」為德意志銀行的代碼。
- 「DE」為德國的國家代碼。
- 「FF」為法蘭克福的地區碼。

以中國工商銀行北京分行為例：
- SWIFT代碼為「ICBKCNBJBJM 」

- 「ICBK」為工商銀行的代碼。
- 「CN」為中國的國家代碼。
- 「BJ」為地區碼（意爲北京的英文縮寫）
- 「BJM」為北京分行縮寫（Beijing Municipal Branch）

以東京證券交易所為例：
- SWIFT代碼為「XTKSJPJ1」

- 「XTKS」為東京證券交易所的代碼。
- 「JP」為日本的國家代碼。
- 「J1」為地區碼

以韓國期貨交易所所為例：
- SWIFT代碼為「XKFEKR21」

- 「XKFE」為韓國期貨交易所的代碼。
- 「KR」為韓國的國家代碼。
- 「21」為地區碼

## 外部連結
- ISO 9362:2009（页面存档备份，存于）
- Official SWIFT search tool for bank names and Bank Identifier Codes（页面存档备份，存于）
- Swift Codes（页面存档备份，存于） BIC, IBAN, SWIFT codes Reference